# آوا (آرکانزاس)
آوا (به انگلیسی: Ava) یک منطقهٔ مسکونی در ایالات متحده آمریکا است که در آرکانزاس واقع شده‌است. آوا ۱۷۳٫۱۳ متر بالاتر از سطح دریا واقع شده‌است.